# Franziskus Leuthner
Franziskus Leuthner OSB (* 29. März 1867 als Karl Leuthner in Friesenheim (Baden), Bezirksamt Lahr; † 11. September 1905 bei Peramiho, Tansania) war ein deutscher Missionar und Märtyrer.  

## Leben
Karl Leuthner, Sohn eines Landwirts, studierte Theologie an der 
Universität Freiburg im Breisgau und trat in das Priesterseminar St. Peter im Schwarzwald ein. Am 2. Juli 1890 wurde er zum Priester geweiht und ging in die Seelsorge. Am 13. Juli 1893 trat er in Beuron in das Benediktinerkloster ein und legte am 8. Dezember 1894 unter dem Ordensnamen Franziskus die einfache Profess ab. Nach der Feierlichen Profess am 8. Dezember 1897 ging er am 28. März 1902 von Sankt Ottilien aus in die Afrikamission nach Peramiho, wo er den zum Bischof ernannten Pater Cassian Spiß ablöste. Im Zusammenhang mit dem Maji-Maji-Aufstand wurde er im September 1905 unweit seiner Missionsstation von Mitgliedern des Stammes der Wangoni ermordet.

## Gedenken
Die Römisch-katholische Kirche in Deutschland hat Pater Franziskus Leuthner als Märtyrer in das deutsche Martyrologium des 20. Jahrhunderts aufgenommen.
Im Missionsmuseum in Sankt Ottilien ist sein Name auf einer Gedenktafel vermerkt.